# Кетрін Дерош
Кетрін Дерош (народилась 24 лютого 1953 року) — французький політик. Вона представляє департамент Мен і Луа́ра у Сенаті Франції як членкиня Союзу Народного Руху.
Дерош була мером Бушемена з 1999 по 2008 рік. Вона також обіймала посаду голови Асоціації Départementale des maires. Вона є членкинею Регіональної ради та секретарем UMP в штаті Мен і Луа́ра.
Напередодні президентських виборів 2022 року, Дерош публічно заявила про підтримку Мішеля Барньє як кандидата від Республіканців.